# Rafael Infantino
Rafael Infantino Abreu (* 28. August 1984 in La Vega, Dominikanische Republik) ist ein ehemaliger kolumbianischer Bahn- und Straßenradrennfahrer.

## Sportliche Laufbahn
Rafael Infantino wurde 2004 Panamerikameister in der Mannschaftsverfolgung und im Einzelzeitfahren der U23-Klasse. In der Einerverfolgung kam er auf den 5. Platz. In der Saison 2007 gewann er eine Etappe beim Giro della Regione Friuli Venezia Giulia, die U23-Austragung der Trofeo Matteotti und zwei Teilstücke beim Giro della Valle d’Aosta. Im nächsten Jahr war er bei der dritten Etappe des Giro delle Valli Cuneesi nelle Alpi del Mare erfolgreich. 2011 gewann er den Clásico RCN. Nachdem er 2013 drei Etappen der Vuelta a Colombia gewonnen hatte, beendete er seine Radsportlaufbahn.
Nach der Kolumbien-Rundfahrt 2016 wurde Infantino positiv auf die Einnahme der verbotenen Substanz GHRP-2 getestet und vom kolumbianischen Radsportverband bis Juli 2019 gesperrt.

## Erfolge

### Bahn

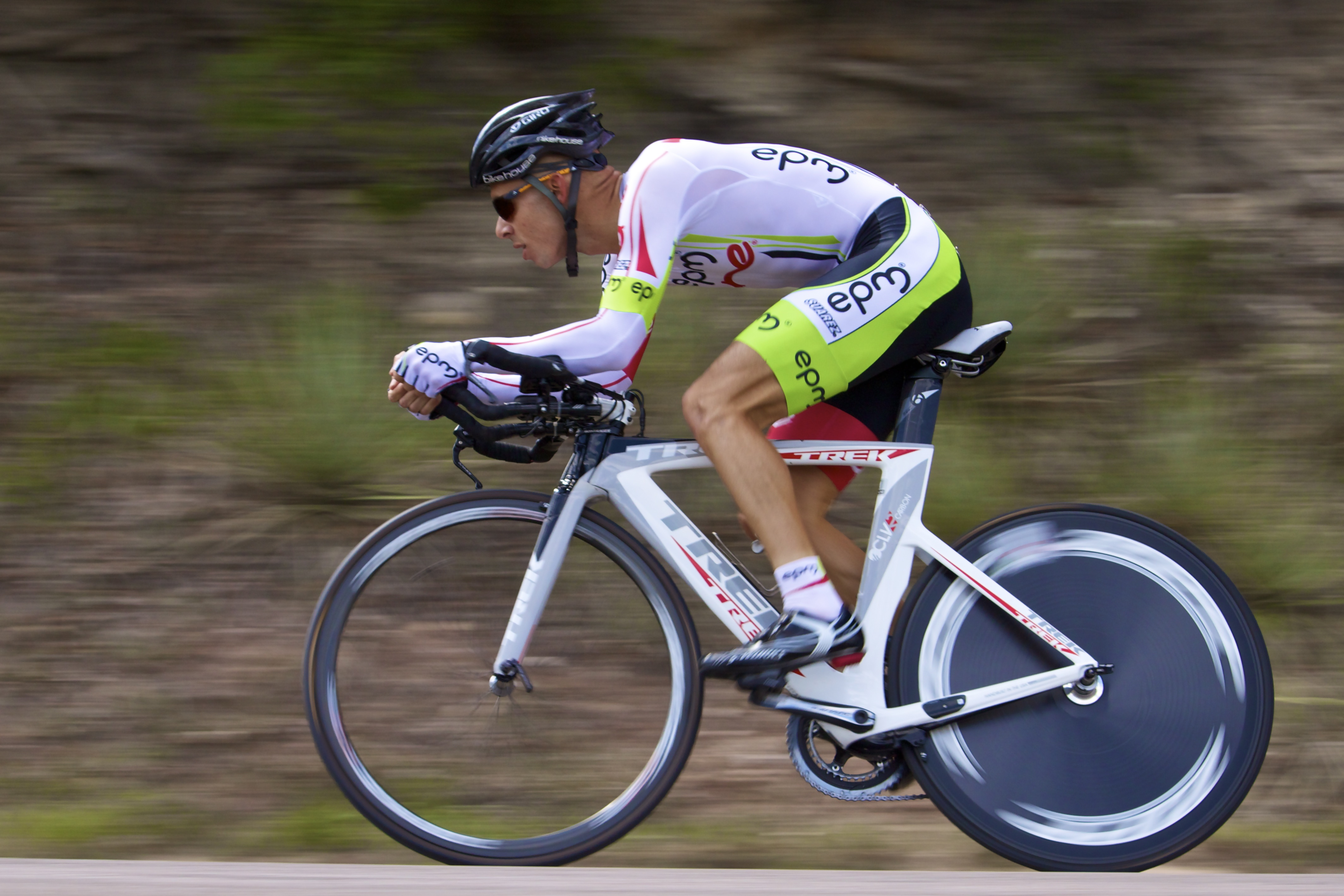
Infantino bei der USA Pro Cycling Challenge (2011)

2004
- Panamerikameister – Mannschaftsverfolgung (mit Alexander González, John Fredy Parra und José Serpa)

### Straße
2004
- Panamerikameister – Einzelzeitfahren (U23)

2007
- eine Etappe Giro della Regione Friuli Venezia Giulia
- zwei Etappen Giro della Valle d’Aosta

2011
- eine Etappe Vuelta a la Independencia Nacional
- Gesamtwertung Clásico RCN

2013
- drei Etappen Vuelta a Colombia

## Teams
- 2009 Amica Chips-Knauf
- 2010 UNE-EPM
- 2011 EPM-UNE
- 2012 EPM-UNE
- 2013 Aguardiente Antioqueño-Lotería de Medellín
- 2015 EPM-UNE-Área Metropolitana